# Arber Qerimi
Arber Qerimi (Luik, 22 december 1990) is een Belgische handballer. Hij is spelverdeler van de nationale ploeg, de Red Wolves, en de Belgische club HK Tongeren.

## Carrière

### Belgische carrière
Arber Qerimi is de zoon van Bujar Qerimi, een Joegoslavische handbalspeler van Kosovaarse afkomst. Op 5-jarige leeftijd begon Arber Qerimi met handbal bij Union Beynoise. Hij verliet deze club om bij Limburgse clubs te gaan spelen. Qerimi begon bij United HC Tongeren, een van de belangrijkste ploegen, die meedoen aan het kampioenschap, waarmee hij zowel een Belgische titel won in 2010 als de Beker van België in 2011. In 2011 begon hij te spelen bij Sporting Neerpelt-Lommel. Na 4 seizoenen keerde hij terug naar HK Tongeren. Op 6 november 2016, tijdens de kwalificatiewedstrijden van Euro 2018, ontving België Frankrijk en verraste de handbalwereld door met slechts één doelpunt te verliezen. Qerimi scoorde als spelverdeler 7 doelpunten.

### Professionele carrière
Mede dankzij deze wedstrijd en dankzij zijn coach, Yérime Sylla, die ook coach is van Cesson Rennes MHB, stapte Qerimi in 2017 over naar de professionele handbalwereld door een contract te tekenen voor drie jaar bij Cesson Rennes. Het eerste seizoen op dit niveau was zwaar, voor hem en zijn club, die moeite had om op dit niveau te blijven spelen en afscheid nam van trainer Yérime Sylla. Het seizoen van Qerimi werd als teleurstellend beschouwd en de club dacht erover om hem een tijdje uit te lenen. Nadat hij met de club had afgesproken om het contract te beëindigen, en na verschillende voorstellen voor een club van eerste divisie, werd Qerimi in augustus voorgesteld bij RK Metalurg Skopje, een club uit Noord-Macedonië. De Macedoniërs weigerden echter om bepaalde voorwaarden van het contract te herschrijven op vraag van Qerimi en uiteindelijk ging hij over naar RK Zagreb in de zomer van 2018.
Aangekomen bij deze prestigieuze club werd Arber Qerimi de eerst Belg die in de Champions League speelde en ook de eerste Belgische doelpuntenmaker in deze competitie, tijdens de wedstrijd tegen de Hongaren van SC Pick Szeged. Na het beëindigen van zijn contract in Zagreb, begon hij in februari 2019 bij de Luxemburgse club HC Berchem en keerde vervolgens in de zomer van 2019 terug naar HK Tongeren in België.